# Święty Franciszek z Asyżu na modlitwie (obraz Bartolomé Estebana Murilla)
Święty Franciszek z Asyżu na modlitwie – powstały w XVII w. obraz autorstwa hiszpańskiego barokowego malarza Bartolomé Estebana Murilla.
Obraz znajduje się w Katedrze Najświętszej Marii Panny w Antwerpii.

## Opis
Artysta przedstawił założyciela franciszkanów, nazywanego również Biedaczyną z Asyżu, w charakterystycznej dla tego typu barokowego malarstwa religijnego pozie: święty klęczy ze złożonymi rękami. Na obrazie widnieją dwa typowe dla ikonografii Asyżanina elementy: krzyż i czaszka.
Mistyczny kontakt z Bogiem przedstawiony został za pomocą bijącego z nieba blasku. Scena przedstawiona została w konwencji pochmurnego wieczoru. Franciszek ubrany jest w połatany dużymi kawałkami jaśniejszego sukna brązowy habit z kapturem. Strój zakonny przepasany jest białym sznurem, jak to mają w zwyczaju minoryci. Święty klęczy na skale. Przychodzi tutaj na myśl pobyt Biedaczyny w jednej z franciszkańskich pustelni już po „Wydarzeniu z La Verny”, w którym na jego ciele odciśnięte zostały święte stygmaty. Zarówno na dłoniach, jak i w rozerwaniu habitu na lewym boku świętego widać namalowane przez Murilla rany po gwoździach i włóczni.